# Naturstyrelsen
Naturstyrelsen är en myndighet i Danmark som förvaltar skog- och naturarealer. Den bildades 1 januari 2011 genom att By- og Landskabsstyrelsen och  Skov- og Naturstyrelsen slogs samman. Styrelsen for Vand- og Naturforvaltning blev en separat myndighet 1 juli 2016. Myndigheten ligger under Ministeriet for Grøn Trepart sedan det ministeriet upprättades 2024. Innan dess låg det under Miljø- og Ligestillingsministeriet. I samband med bytet av ministerium överfördes Kystdirektoratet till Miljøstyrelsen.
Naturstyrelsen förvaltar omkring 210 000 hektar mark. Myndigheten har totalt 650 anställda. De sitter dels på dess huvudkontor i Randbøldal, dels fördelade på 16 enheter.